# 托比亚斯·维尔纳
托比亚斯·维尔纳（德語：Tobias Werner，1985年7月19日—）是一位德国足球运动员，在场上可司职中场或前锋。现效力于德国足球甲级联赛球队斯图加特。

## 职业生涯
维尔纳从6岁起便在格拉-茨沃岑1860（TSV 1880 Gera-Zwötzen）开始其足球生涯。随后他也曾在格拉维斯穆特青年队效力，并在1998年转会至耶拿卡尔蔡斯，并自2004年1月起以18岁的年龄晋身该俱乐部的一线队。
2005年，维尔纳成功随俱乐部从德国足球地区联赛北区升入德国足球乙级联赛。2008年夏天，他转会至了另一支德乙俱乐部奥格斯堡，并签订了一份期至2010年的合同，其后在2010年和5月19日和2012年1月12日，该合同又连续获得各两年的续签。2013年合同被进一步续签三年，有效期至2017年6月30日止——它将不受俱乐部所处的联赛级别所影响。在奥格斯堡成功升入德国足球甲级联赛后，维尔纳在2011年8月6日（第一轮）主场以2比2战平弗赖堡的比赛中完成了他的德甲首秀。